# 8 Pułk Piechoty (Księstwo Warszawskie)
8 Pułk Piechoty – oddział piechoty Armii Księstwa Warszawskiego.

## Formowanie i zmiany organizacyjne
Sformowany jako 4 pułk piechoty Legii Kaliskiej w 1807 w Kaliszu. Po zakończeniu działań bojowych, zgodnie z rozkazem z 10 sierpnia 1807, 8 pułk piechoty płk. Cypriana Godebskiego stanął garnizonem w Koninie. Według etatu z 1810 roku, pułk składał się ze 27 osobowego sztabu i trzech batalionów piechoty po 6 kompanii. Sztaby batalionów liczyć miały 4 osoby, a kompanie 136 żołnierzy. W sumie w pułku powinno służyć 2487 żołnierzy. Faktycznie stan osobowy oddziału był nieco mniejszy.
Zgodnie z zarządzeniem Napoleona z 17 maja 1811 roku, na terenie Księstwa Warszawskiego utworzono trzy dywizje. Pułk wszedł w skład 3 Dywizji.
W czasie przygotowań do inwazji na Rosję 1812 roku pułk włączony został w strukturę 18 Dywizji Ludwika Kamienieckiego z V Korpusu Wielkiej Armii ks. Józefa Poniatowskiego.
Po przegranej kampanii rosyjskiej 1812 roku, powtórnie odtworzono pułk w składzie dwóch batalionów po 700 żołnierzy. Wszedł w skład 27 Dywizji dowodzonej przez Izydora Krasińskiego. Komendę nad pułkiem przejął płk Kajetan Stuart.
Po abdykacji Napoleona, car Aleksander I wyraził zgodę na odesłanie oddziałów polskich do kraju. Miały one stanowić bazę do tworzenia Wojska Polskiego pod dowództwem wielkiego księcia Konstantego. 13 czerwca 1814 roku pułkowi wyznaczono miejsce koncentracji w Płocku.

## Działania bojowe pułku
Pułk brał udział w walkach w okresie wojny polsko austriackiej i  inwazji na Rosję 1812 roku. W czasie tragicznego odwrotu został zniszczony. 
W styczniu 1807 pułk stacjonował w Kaliszu, następnie przeniósł się do Konina. W okresie wojny polsko austriackiej w 1809 z powodu problemów finansowych Księstwa pułk znajdował się na terenie kilku garnizonów (m.in. w Częstochowie i Modlinie). W wojnie z Austrią pułk odznaczył się - podczas obrony pozycji - pod Falentami.
Podczas bitwy pod Raszynem zginął dowódca pułku, Cyprian Godebski. Poniósł śmierć prowadząc do boju 1 batalion pułku. Pod koniec 1809 roku pułk liczył 2302 żołnierzy.
Bitwy i potyczki:
- Raszyn (19 kwietnia 1809)
- Sandomierz (17 i 18 maja 1809)
- Baranów (9 czerwca 1809)
- Jankowice (11 czerwca 1809)
- Wrzawy (12 czerwca 1809)
- Smoleńsk (17 sierpnia 1812)
- Możajsk (7 września 1812)
- Woronowo (18 października 1812)

## Żołnierze pułku
Pułkiem dowodzili:
- płk Cyprian Godebski (8 marca 1807; poległ 19 kwietnia 1809),
- płk Kajetan Stuart (5 maja 1809).

## Mundur
Przepis ubiorczy z 3 września 1810 roku nie doprowadził jednak do całkowitego ujednolicenia munduru piechoty. Niektóre pułki dość  znacznie różniły się od ustaleń regulaminowych.
W 8 pułku piechoty były to bermyce gładkie z białymi kordonami; kurtki saperów pąsowe z białymi szlifami i znakami wyszytymi na rękawach.

## Chorągiew
Chorągiew 1 batalionu 8 pułku piechoty.
Na tkaninie jedwabnej karmazynowej o wymiarach 42 cm x 42 cm, w wieńcu wawrzynowym, haftowanym jedwabiami różnobarwnymi, ze wstęgą niebieską, obwiedzioną czarnym jedwabiem, napis: „Półk 8-my Piechoty” haftowany czarnym jedwabiem. Na stronie odwrotnej w  wieńcu napis: „Batalion 1-szy”. U góry wzdłuż drzewa wyhaftowany drobny napis: „M. Kochanowska”. Chorągiew obszyta z trzech stron frędzlą srebrną. 
W zbiorach Muzeum Czartoryskich w Krakowie.

## Kontynuatorzy tradycji
Do tradycji bojowej pułku nawiązywały: 8 Pułk Piechoty z okresu powstania listopadowego, oraz 8 Pułk Piechoty Legionów z czasów II Rzeczypospolitej. Ten ostatni przejął barwy na otokach czapek oraz chustach mundurowych.